# Daniel Emilfork
Daniel Emilfork, född Daniel Zapognikof den 7 april 1924 i Providencia, död 17 oktober 2006 i Paris, var en chilensk-fransk skådespelare.
Han var mest känd för sin speciella röst.

## Privatliv
Daniel Emilfork var gift med skådespelerskan Denise Péron (1925–1996). Tillsammans fick de dottern Stephane Loik (född 1951).

## Filmografi (i urval)
- 1961 – Tintin i piraternas våld (röster)
- 1972 – Min lättfotade "moster" (roll)
- 1978 – Döden i grytan (roll)
- 1982 – Deux heures moins le quart avant Jésus-Christ (roll)
- 1986 – Pirater (roll)
- 1995 – De förlorade barnens stad (roll)